# Część przewodząca dostępna
Część przewodząca dostępna (ang. exposed conductive part ) – część przewodząca urządzenia, którą można dotknąć, niebędąca normalnie pod napięciem, i która może znaleźć się pod napięciem w przypadku uszkodzenia izolacji podstawowej.